# دبورا اسنایدر
دبورا اسنایدر (انگلیسی: Deborah Snyder) (با نام اصلی دبورا جانسون) یک تهیه‌کننده اهل ایالات متحده آمریکا است.دبورا همسر زک اسنایدر فیلمنامه‌نویس و کارگردان آمریکایی است.

## فیلمشناسی
| سال  | فیلم                         | نقش               |
| ---- | ---------------------------- | ----------------- |
| ۲۰۰۷ | ۳۰۰                          | مدیر اجرایی تولید |
| ۲۰۰۹ | نگهبانان                     | تهیه‌کننده         |
| ۲۰۱۰ | افسانه محافظان: جغدهای گاهول | تهیه‌کننده اجرایی  |
| ۲۰۱۱ | مشت ناگهانی                  | تهیه‌کننده         |
| ۲۰۱۳ | مرد پولادین                  | تهیه‌کننده         |
| ۲۰۱۴ | ۳۰۰: ظهور یک امپراتوری       | تهیه‌کننده         |
| ۲۰۱۶ | بتمن و سوپرمن: طلوع عدالت    | تهیه‌کننده         |
| ۲۰۱۶ | جوخه انتحار                  | تهیه‌کننده اجرایی  |
| ۲۰۱۷ | زن شگفت‌انگیز                 | تهیه‌کننده         |